# Zastava M70 (pištola)
Pištola Zastava M70 (splošno znana kot CZ M70 ali čebelica) je bila proizvedena v jugoslovanski (danes srbski) tovarni Crvena zastava (danes Zastava Arms). Proizvodnja omenjenega modela se je odvijala v sedemdesetih letih dvajsetega stoletja (1970). Orožje je bilo namenjeno osebni oborožitvi Jugoslovanske milice (policije) in nekaterih pripadnikov Jugoslavanske armade (povečini častnikov). Razvoj pištole je temeljil na vojaškem tipu pištole M57  (Jugoslovanska verzija Tokareva TT). Pištolski ustroj je bil pomanjšan in prilagojen manjšemu in šibkejšemu naboju 7,65 mm Browning (.32 ACP) ali 9 mm kratki (.380 ACP). Omenjena naboja sta za današnje standarde nekoliko prešibka, vendar sta bila v tistem času najbolj razširjena službena kalibra.

## Dizajn
Pištola M70 deluje na principu kratkega trzanja cevi. Kljub temu, da cev pri streljanju ostane fiksna, se pri razdiranju enostavno odstrani. Sprožilec je enojnega delovanja, zato ga je potrebno pri naboju v cevi ročno napeti pred samim strelom. Kladivce je zunanje in vidno. Pri razdrtju je mehanizem kladivca v enem kosu. Varovalka je nameščena na levi strani orožja v višini palca. V položaju odklenjeno je vidna rdeča pika in ročica varovalke je spuščena. Ročaj pištole je ergonomsko oblikovan in pokrit s plastičnimi platnicami. Gumb utrjevala okvirja za strelivo se nahaja za sprožilcem. Pištola ima klasičen fiksen prednji in zadnji merek. V kalibru 7,65 mm sprejme okvir 8 nabojev. Pištola je za svoje dimenzije nekoliko težka, vendar se to pozitivno odraža pri streljanju z manjšim trzajem. Pištola je kvalitetne izdelava in ima dolgo življenjsko dobo.

### Sestavni deli
Sestavni deli pištole so:
- cev,
- okrov z zaklepom, udarni iglo in merkoma,
- vodilni vložek,
- spojnica,
- povratna vzmet s čepkom in vretenom,
- deli za proženje,
- ročaj z vsadilom, prožilnim mehanizmom in varovalkama,
- okvir,
- pokrovčki ročaja.

## Uporaba
V sedemdesetih letih dvajsetega stoletja, je bila pištola eno najbolj razširjenih službenih orožij na področju Jugoslavije. Uporabljala se je v milici (današnji policiji), vojski in ostalih službah. Zaradi 
manjših dimenzij in šibkejšega naboja je bila enostavnejša za nošenje in uporabo v primerjavi z dotedanjo pištolo M 57. Pištola se je zaradi svoje zanesljivosti uporabljala do konca dvajsetega stoletja in je še vedno prisotna kot rezervna oborožitev policijskih in vojaških sil na področju Slovenije, Hrvaške, Bosne in Hercegovine, Srbije in Makedonije. Iz vojaških in policijskih presežkov je danes omenjeno pištolo mogoče kupiti po celem svetu. Omenjeni model še vedno proizvaja Zastava Arms iz Srbije.
S tako pištolo kalibra 7,65 mm je 22. avgusta 2016 v izolski bolnišnici 70-letnik ubil zdravnika in policista, drugega policista pa ranil.

## Galerija
- Pištola M70 v odprtem položaju in njen nabojnik
- Pištola M70 v pištolnici Slovenske policije
- Posebna vgravirana pištola, ki jo je Jugoslavija podarila švedskemu generalu Carlu Ericu Almgrenu